# 금 장종
금 장종 완안경(金 章宗 完顔璟, 1168년 8월 31일(음력 7월 27일) ~ 1208년 12월 29일(음력 11월 20일))은 금나라의 제6대 황제(재위 : 1189년 ~ 1208년). 여진 이름은 마달갈(麻達葛). 시호는 헌천광운인문의무신성영효황제(憲天光運仁文義武神聖英孝皇帝). 제5대 황제인 세종의 적손자. 아버지는 세종의 아들로 황태자인 완안윤공(完顔允恭). 후에 제8대 황제가 된 선종은 서형(庶兄)에 해당된다.

## 생애
1168년, 그는 완안윤공(完顔允恭)의 아들로 태어났다. 아버지는 금 세종의 황태자로 요절하였기 때문에 손자였던 그가 조부의 지명을 받아 황태손이 되었다. 1189년, 조부 세종의 사후에 황위를 이어명창의 치라 불리는 정치를 하게 되었다.
칭기즈 칸이 젊은 시절 케레이트와 함께 금 장종의 신하로서 타타르와 싸운 적이 있었다. 그는 금 장종 완안경의 신하였으며, 금 장종은 용병의 대가를 지불하였고, 중국식 칭호를 내려주었다.
금나라가 북쪽의 타타르 등의 침입에 괴로워하는 모습을 보고 금나라는 약체화되었다고 본 한탁주는 남송의 비원인 금나라 타도를 성공시킨다면 권력을 확고부동할 수 있을거라 생각하고 북벌을 감행했으나 실패했다. 실제 금나라는 곤란한 상황이었으나, 그 이상으로 남송군의 약체화가 현저하였던 것이다.
1207년 금나라는 조기 화평을 희망하고, 한탁주의 머리를 요구하자, 이것을 들은 예부시랑(문부대신) 사미원에 의해 한탁주는 살해되고, 그의 머리는 소금에 절여져 금나라로 보내지는 것으로 금나라와 화의를 맺었다.
1208년 붕어하였는데 향년 41세였다. 6명의 왕자가 요절하여 후사가 없어 숙부 완안윤제(금 소왕)가 즉위하였다.

## 가족관계

### 조부모와 부모
- 조부 : 세종(世宗) 인효황제(仁孝皇帝) 완안 옹(完顔 雍)
- 조모 : 명덕황후(明德皇后) 오림답씨(烏林答氏)
- 부친 : 현종(顯宗) 광효황제(光孝皇帝) 완안 윤공(完顔 允恭)
- 모친 : 효의황후(孝懿皇后) 도단씨(徒單氏)

### 황후
| 봉호            | 시호                | 이름(성씨)     | 별칭  | 재위년도 | 생몰년도 | 국구(장인/장모)                                                       | 능묘       | 비고  |
| --------------- | ------------------- | -------------- | ----- | -------- | -------- | --------------------------------------------------------------------- | ---------- | ----- |
| 원왕비 (原王妃) | 흠회황후 (欽懷皇后) | 포찰씨(蒲察氏) | [ 1 ] | (추존)   |          | 월국공(越國公) 포찰 정수(蒲察 鼎壽) 정국공주(鄭國公主) 완안씨(完顔氏) | 도릉(道陵) | [ 2 ] |

### 후궁
| 봉호       | 이름(성씨)     | 별칭               | 생몰년도   | 비고 |
| ---------- | -------------- | ------------------ | ---------- | ---- |
| 원비(元妃) | 이사야(李師兒) |                    | ? ~ 1209년 |      |
| 소의(昭儀) | 협곡씨(夾谷氏) |                    |            |      |
| 부인(夫人) | 임씨(林氏)     | 자명부인(資明夫人) |            |      |
| 승어(承御) | 가씨(賈氏)     |                    |            |      |
| 승어(承御) | 범씨(范氏)     |                    |            |      |

### 황자
| - | 봉호       | 시호 | 이름                                          | 생몰년도        | 생모            | 별칭 | 비고    |
| - | ---------- | ---- | --------------------------------------------- | --------------- | --------------- | ---- | ------- |
| 1 | 강왕(絳王) |      | 완안 마이필(完顔 馬二匹) 완안 홍유(完顔 洪裕) | 1186년 ~ 1188년 | 흠회황후 포찰씨 |      | 요절함. |
| 2 | 형왕(荊王) |      | 완안 아호뢰(完顔 阿虎懶) 완안 홍정(完顔 洪靖) | 1192년 ~ 1193년 | 자명부인 임씨   |      | 요절함. |
| 3 | 영왕(榮王) |      | 완안 와로불(完顔 訛魯不) 완안 홍희(完顔 洪熙) | 1192년 ~ 1193년 |                 |      | 요절함. |
| 4 | 영왕(英王) |      | 완안 살개(完顔 撒改) 완안 홍연(完顔 洪衍)     | 1193년          |                 |      | 요절함. |
| 5 | 수왕(壽王) |      | 완안 와론(完顔 訛論) 완안 홍휘(完顔 洪輝)     | 1197년          |                 |      | 요절함. |
| 6 | 갈왕(葛王) |      | 완안특린(完顔忒鄰)                            | 1202년 ~ 1203년 | 원비 이사아     |      | 요절함. |

### 황녀
| - | 봉호               | 이름 | 생몰년도 | 생모 | 부마                | 별칭 | 비고    |
| - | ------------------ | ---- | -------- | ---- | ------------------- | ---- | ------- |
| 1 | 공주(公主)         |      |          |      |                     |      | 요절함. |
| 2 | 공주(公主)         |      |          |      |                     |      | 요절함. |
| 3 | 순국공주(順國公主) |      |          |      | 칭기즈 칸(成吉思汗) |      |         |

## 기년
| 장종        | 원년            | 2년             | 3년        | 4년        | 5년        | 6년        | 7년                 | 8년        | 9년        | 10년       |
| ----------- | --------------- | --------------- | ---------- | ---------- | ---------- | ---------- | ------------------- | ---------- | ---------- | ---------- |
| 서력 (西曆) | 1190년          | 1191년          | 1192년     | 1193년     | 1194년     | 1195년     | 1196년              | 1197년     | 1198년     | 1199년     |
| 간지 (干支) | 경술(庚戌)      | 신해(辛亥)      | 임자(壬子) | 계축(癸丑) | 갑인(甲寅) | 을묘(乙卯) | 병진(丙辰)          | 정사(丁巳) | 무오(戊午) | 기미(己未) |
| 연호 (年號) | 명창(明昌) 원년 | 2년             | 3년        | 4년        | 5년        | 6년        | 7년 승안(承安) 원년 | 2년        | 3년        | 4년        |
| 장종        | 11년            | 12년            | 13년       | 14년       | 15년       | 16년       | 17년                | 18년       | 19년       |            |
| 서력 (西曆) | 1200년          | 1201년          | 1202년     | 1203년     | 1204년     | 1205년     | 1206년              | 1207년     | 1208년     |            |
| 간지 (干支) | 경신(庚申)      | 신유(辛酉)      | 임술(壬戌) | 계해(癸亥) | 갑자(甲子) | 을축(乙丑) | 병인(丙寅)          | 정묘(丁卯) | 무진(戊辰) |            |
| 연호 (年號) | 5년             | 태화(泰和) 원년 | 2년        | 3년        | 4년        | 5년        | 6년                 | 7년        | 8년        |            |